# Dead Poets Society
Dead Poets Society (en España, El club de los poetas muertos; en Hispanoamérica, La sociedad de los poetas muertos) es una película del año 1989 dirigida por Peter Weir, con guion de Tom Schulman y protagonizada por Robin Williams. Narra el encuentro de un profesor de literatura con un grupo de alumnos durante 1959 en la Welton astral (Vermont), institución señera y prestigiosa.
Ganó un Óscar al mejor guion original. En 1991 se publicó una adaptación del guion original, en forma de novela, escrita por la editora Nancy H. Kleinbaum.

## Argumento
La elitista y conservadora escuela Welton actúa bajo los principios tradición, honor, disciplina y excelencia. Ahora ha llegado un nuevo año en esa escuela y aparece entonces un nuevo profesor: John Keating. Mientras esperan la presentación del nuevo profesor, este les pide que salgan del aula y en el pasillo cita un poema que Walt Whitman dedicó al presidente Abraham Lincoln: «Oh capitán, mi capitán». Poco después, se refiere a la clase de un alumno de primera generación e indica que no ha comprendido el concepto de carpe diem y que ahora, desde el más allá, pide a los nuevos alumnos que no pierdan lo que nunca podrán recuperar: el tiempo. En la clase, el profesor les pide que miren el cuadro de coordenadas que la introducción del libro utiliza para definir la poesía, lo llama «basura» y les dice que arranquen esa página porque su concepción de la poesía es que no tiene estructura, ni reglas. Se trata de crear y pensar en algo, darle el énfasis que necesita y romper el molde.
Ante esta introducción, los cuatro amigos muestran interés en averiguar quién es su extraño profesor y, a través de su anuario, averiguan que formaba parte de la Sociedad de Poetas Muertos. Al preguntarle a él directamente en el patio del colegio, este les explica que el grupo se reunía en la cueva que llamaban India y escribían poesía, pensaban libremente y expresaban sus emociones a través de «una verborrea que fluía como la savia de un árbol herido». Los chicos deciden crear un nuevo Club de Poetas Muertos y, liderados por Neil Perry, se escapan una noche a la cueva e inician un ritual: uno que se refleja en el hecho de que la cueva está libre de los prejuicios de la sociedad y no hay nadie que los oprima. Les comienza a gustar la poesía y continúan reuniéndose en la cueva. Neil Perry, que siempre ha querido ser actor, que ha permanecido siempre bajo el férreo control de su padre y que incluso dicta su vida dentro del colegio con el beneplácito de la academia, logra a expensas de este el papel principal en una obra de Shakespeare. El joven Todd Anderson consigue perder su timidez a través de la poesía. Knox Overstreet se declara a una joven sin importar lo que pueda pasar. Mientras que Charles Dalton invita a dos chicas a la cueva y firma un artículo «rebelde» en la revista de la academia proponiendo la entrada de las mujeres en el colegio con el Club de los Poetas Muertos. Después de todo esto, se le ocurre su seudónimo: Nuwanda.
A pesar de todo, Neil no se atreve a hablar con su padre. En lugar de ello, miente al profesor y le dice que su padre parece aceptar que protagonice El sueño de una noche de verano y aproveche la oportunidad de ser actor. El día del estreno, sin embargo, llega su padre al teatro y después de la obra no solo no le felicita, sino que le dice que lo sacará de la academia y lo mandará a una institución militar para que estudie medicina y que solo entonces podrá elegir su destino. En consecuencia, decide colocar la corona que había utilizado en la obra en la ventana para suicidarse con el revólver de su padre. 
Ante la muerte del joven, todos sus compañeros, excepto uno, culpan a su padre y al instituto, el cual decide encubrir el asunto culpando al «rebelde» profesor de literatura John Keating para deshacerse de él y continuar como siempre. Por ello, cuando el profesor tiene que dejar la escuela, más de la mitad de sus alumnos se rebelan delante del director, se suben a sus bancos en contra de su voluntad y dicen: «Oh capitán, mi capitán». Conmovido, el profesor responde con un «Gracias, chicos, gracias».

## Reparto
| Personaje                | Actor               |
| ------------------------ | ------------------- |
| John Keating             | Robin Williams      |
| Neil Perry               | Robert Sean Leonard |
| Todd Anderson            | Ethan Hawke         |
| Knox Overstreet          | Josh Charles        |
| Charles Dalton (Nuwanda) | Gale Hansen         |
| Steven Meeks             | Allelon Ruggiero    |
| Richard Cameron          | Dylan Kussman       |
| Gerard Pitts             | James Waterston     |
| Director Gale Nolan      | Norman Lloyd        |
| Mr. Perry                | Kurtwood Smith      |
| McAllister               | Leon Pownall        |
| Chris Noel               | Alexandra Powers    |
| Joe Danburry             | Kevin Cooney        |
| Tina                     | Welker White        |
| Mrs. Anderson            | Debra Mooney        |
| Dr. Hager                | George Martin       |

## Producción
El guion fue escrito por Tom Schulman, basado en sus experiencias en la Academia de Montgomery Bell en Nashville, Tennessee, donde fue particularmente inspirado en un maestro de inglés poco convencional llamado Samuel Pickering.
Inicialmente se quiso rodar el filme en la ciudad de Rome (en el estado de Georgia). Pero finalmente se decidió cambiar el lugar de rodaje al estado de Delaware, ya que el clima de la zona ofrecía nieve natural y así se ahorraban el problema y el gasto de tener que fabricar la gran cantidad de nieve artificial necesaria para conseguir una buena recreación del campus estudiantil, aunque en realidad la obra estaba ambientada en el estado de Vermont.

## Recepción
La película tuvo una recaudación de 235 millones de dólares en todo el mundo habiendo tenido solo unos costes de producción de 16 millones de dólares. Por ello se puede decir que la película tuvo un éxito arrasador.  Tuvo además más éxito internacionalmente que en Estados Unidos, su país de producción, y también fue más apreciada por los críticos en el extranjero que en los Estados Unidos.

## Premios

### Premios Óscar
| Año  | Categoría            | Persona                                  | Resultado |
| ---- | -------------------- | ---------------------------------------- | --------- |
| 1990 | Mejor película       | Steven Haft Paul Junger Witt Tony Thomas | Nominada  |
| 1990 | Mejor director       | Peter Weir                               | Nominado  |
| 1990 | Mejor actor          | Robin Williams                           | Nominado  |
| 1990 | Mejor guion original | Tom Schulman                             | Ganador   |

- BAFTA
  - BAFTA a la mejor película
    - 1990: Peter Weir, Tony Thomas, Paul Junger Witt...

  - BAFTA a la mejor música original
    - 1990: Maurice Jarre
- César
  - César a la mejor película extranjera
    - 1991: Peter Weir
- David de Donatello
  - David de Donatello a la mejor película extranjera
    - 1990: Peter Weir
- NME Award
  - NME Award a la mejor película
    - 1989: Peter Weir